# Rəşad Babayev
Rəşad Babayev (beim Weltschachbund FIDE Rashad Babaev; * 3. September 1981 in Baku) ist ein aserbaidschanischer Schachspieler.
Im Oktober 2001 gewann er das Turnier zum Unabhängigkeitstag in Baku mit 1,5 Punkten Vorsprung, im September 2003 das 5. Internationale Open in Bābol mit zwei Punkten Vorsprung. Im Dezember 2006 gewann er das Mevlana Chess Festival in Konya, im August 2007 das 24. Offene Turnier in Collado Villalba. Die aserbaidschanische Einzelmeisterschaft konnte er im Januar 2009 in Baku vor Fərid Abbasov gewinnen. Beim aserbaidschanischen Schachverband war er bis 2009 Jugendtrainer, seitdem ist er Schachtrainer in New York City.
Vereinsschach spielt er außer in Aserbaidschan auch im Iran (gemeinsam mit Cəmil Ağamalıyev für Payamertebatate Gilan, einem Verein aus der an Aserbaidschan grenzenden Provinz Gilan) und in der Türkei (gemeinsam mit Fərid Abbasov für Konyaspor).
Den Titel Schachgroßmeister trägt er seit 2007. Zwar hatte er schon im November 2005 die notwendigen Normen erreicht (in einem Turnier in Aluschta im Juni 2004, beim 25. Internationalen Open in Benasque im Juli 2005 sowie in der A2-Gruppe des 1. Internationalen Festivals im November 2005 in Baku), erreichte aber erst im April 2007 die notwendige Elo-Zahl von 2500. Seine Elo-Zahl beträgt 2525 (Stand: März 2025), er wird aber als inaktiv gelistet, da er seit der 6. New Yorker internationalen Meisterschaft, die 2013 stattfand, keine Elo-gewertete Partie mehr gespielt hat. Seine bisher höchste war 2535 von April 2009 bis Februar 2010.